# Basil Wallace
Basil Wallace (nacido el 15 de enero de 1951) es un actor estadounidense nacido en Jamaica. Nació en Kingston e inmigró a los Estados Unidos, cuando era niño. Su familia vivó primero en Brooklyn, Ciudad de Nueva York. Él, sus padres, y sus hermanos se movieron luego a Long Island, donde asistió al Hempstead High School.
Wallace se interesó entonces en teatro y, después de graduar en el instituto, entró en la Universidad de Nueva York. Atendió la universidad por dos años, durante los cuales él hizo su primera obra teatral en Broadway. Más tarde se fue a trabajar como dramaturgo, actor, y director de teatro en Nueva York.
En la época temprana de la carrera de Wallace, él quedó involucrado en  Club de Teatro Experimenta La MaMa en el Pueblo Del Este de Manhattan. Actuó en una producción llamada "Short Bullins", uno de cuatro obras de Ed Bullins en La MaMa en 1972. La compañía Jarboro entonces cogió uno de aquellos actos (Qué haces?, una escena menor, determinismo de dialecto, y no tiene ninguna elección, junto con la obra de Bullins ' El hombre viejo de Clara'  y ' El terror negro' de Richard Wesley) de camino a Italia. Él también actuó en Hermana Sadie de Clifford Mason, dirigido por Allie Woods en La MaMa en 1972. Wallace coescribió (con Angela Marie Lee) y dirigió la obra 'Sonidos de un hombre silencioso' en La MaMa en 1973 y dirigió la obra de Edgar White Lamento para Rastafari en La MaMa en 1977. Él regresó a La MaMa en 1987 para dirigir un trabajo-en-progreso de la obra de White Tres Cepas (Las Canciones de Amor para China).
Wallace enseñó en el Teatro de Centro del Lincoln por una década, era el director de obra para el Distrito Escolar 13 en el Bronx, y era el director del Teatro Mini-Mobile por dos años. Fue uno de los miembros fundadores y sirvió como director artístico para el primer año del Teatro Repetitorio Americano del Caribe.
En 1990, él se mudó a Los Ángeles y auditó para la película Marcado para la Muerte. Allí interpretó el papel del villano principal Screwface. Desde entonces Wallace ha continuado interpretando papeles en película y televisión durante las siguientes dos décadas.

## Filmografía

### Películas
| Año  | Título                             | Personaje                                    | Notas  |
| ---- | ---------------------------------- | -------------------------------------------- | ------ |
| 1987 | Eddie Murphy Crudo                 | El padre de Eddie                            | sketch |
| 1990 | Marked for Death                   | Screwface                                    | ———    |
| 1991 | Wedlock                            | Esmeralda                                    | ———    |
| 1991 | Grand Canyon                       | Vendedor de seguros                          | ———    |
| 1992 | Rapid Fire                         | Agente Wesley                                | ———    |
| 1993 | Return of the Living Dead 3        | Riverman                                     | ———    |
| 1995 | Willy libre 2: La Casa de Aventura | Reportero                                    | ———    |
| 1998 | Cogido Arriba                      | Ahmad                                        | ———    |
| 1999 | The Wood                           | El padre de Lisa                             | ———    |
| 2001 | Joy Ride                           | Agente vendedor automovilístico              | ———    |
| 2002 | Like Mike                          | Papá del sargento que entrena a los reclutas | ———    |
| 2006 | Diamante de sangre                 | Benjamin Kapanay                             | ———    |

### Televisión
| Año(s) | Título                         | Personaje               | Notas                                      |
| ------ | ------------------------------ | ----------------------- | ------------------------------------------ |
| 1990   | Star Trek: The Next Generation | Guardia klingon #1      | Episodio 4.7: "Reencuentro"                |
| 1990   | Playa de China                 | Rashid                  | Episodio 4.9: "La Llamada"                 |
| 1991   | Salto cuántico                 | Jazz Boone              | Episodio 4.10: "Desencadenado"             |
| 1992   | Afterburn                      | Terry Valor             | Película de televisión                     |
| 1993   | Sirenas                        | Pacnow                  | Episodio 1.7: "Huelga Dos"                 |
| 1994   | NYPD Blue                      | Reginald Harris         | Episodio 2.2: "For Whom the Skell Rolls""  |
| 1995   | Children of the Dust           |                         | Miniserie de televisión                    |
| 1996   | Cielos oscuros                 | Barney Hill             | "The Awakening" - Piloto                   |
| 1997   | Beverly Hills, 90210           | Policía #1              | Episodio 7.17: "Face-Off"                  |
| 1997   | Bloodhounds                    | Teniente Ron Coughlin   | Película de televisión                     |
| 1997   | Diagnosis Murder               | William Turner          | Episodio 4.24: "The Merry Widow Murder"    |
| 1997   | Soldier of Fortune, Inc.       |                         | Episodio 1.9: "Missing in Action"          |
| 1998   | Born Free                      | Josef Awaz              | 8 episodios                                |
| 1998   | Pensacola: Wings of Gold       | Presidente Louis Simone | Episodio 1.14: "Soldiers of Misfortune"    |
| 1998   | The Practice                   | Jerry                   | Episodio 2.21: "En Profundo"               |
| 1999   | ER                             | Señor Campbell          | Episodio 5.17: "Palos y Piedras"           |
| 1999   | Pacific Blue                   |                         | Episodio 5.13: "Swimming in the Dead Pool" |
| 2000   | The Pretender                  | Sheriff Bowen           | Episodio 4.8: "Reglas de Compromiso"       |
| 2000   | Judging Amy                    | Reverendo Del Mueller   | Episodio 2.3: "Instintos"                  |
| 2000   | City of Angels                 | Joe                     | 2 episodios                                |
| 2001   | Any Day Now                    |                         | Episodio 3.19: "What If?"                  |
| 2001   | The Division                   | Rupert Taylor           | Episodio 1.14: "La Trampa de Padre"        |
| 2002   | The West Wing                  | McKonnen Loboko         | Episodio 3.14: "Noche Cinco"               |
| 2002   | Philly                         | Marcus Herman           | Episodio 1.22: "Mojo Rising"               |
| 2002   | The Agency                     | General Davies          | Episodio 2.2: "Air Lex"                    |
| 2002   | Strong Medicine                | Ezekiel Monroe-Howard   | Episodios 3.12: "Enrojece"                 |
| 2003   | CSI: Crime Scene Investigation | Principal               | Episodios 4.10: "Coming of Rage"           |
| 2004   | LAX                            | Fredericks              | Episodios 1.7: "Fuera de control"          |
| 2007   | NCIS                           | Delphin Abaka           | Episodio 5.8: "Objetivo Designado"         |
| 2009   | Burn Notice                    | Claude Laurent          | Episodio 2.14: "Verdad y Reconciliación"   |
| 2012   | NCIS: Los Ángeles              | Ed Gornt                | Episodio 3.14: "Socios"                    |
| 2013   | Eagleheart                     | Bunju                   | Episodio 2.11: "Bringing Down Bunju"       |